# Polyrhachis australis
Polyrhachis australis är en myrart som beskrevs av Mayr 1870. Polyrhachis australis ingår i släktet Polyrhachis och familjen myror. Inga underarter finns listade i Catalogue of Life.